# Teklinów (województwo śląskie)
Teklinów – wieś w Polsce, położona w województwie śląskim, w powiecie częstochowskim, w gminie Kruszyna.
| SIMC    | Nazwa     | Rodzaj    |
| ------- | --------- | --------- |
| 0136917 | Karolinów | część wsi |
| 0136923 | Szyszków  | część wsi |

W latach 1975–1998 wieś położona była w województwie częstochowskim.
Od 2007 r. działa w Teklinowie Stowarzyszenie Wspólne Działanie Miejscowości Teklinów i Pieńki Szczepockie.